# Селорику-да-Бейра
Селорику-да-Бейра (порт. Celorico da Beira; [sɨlo'ɾiku dɐ 'bɐiɾɐ]) — посёлок городского типа в Португалии, центр одноимённого муниципалитета в составе округа Гуарда. По старому административному делению входил в провинцию Бейра-Алта. Входит в экономико-статистический субрегион Бейра-Интериор-Норте, который входит в Центральный регион. Численность населения — 2,6 тыс. жителей (посёлок), 8,7 тыс. жителей (муниципалитет)а на 2006 год. Занимает площадь 249,93 км².
Покровителем посёлка считается Дева Мария (порт. Maria. Праздник посёлка — 23 мая.

## Расположение
Посёлок расположен в 14 км на северо-запад от адм. центра округа города Гуарда.
Муниципалитет граничит:
- на севере — муниципалитет Транкозу
- на северо-востоке — муниципалитет Пиньел
- на юго-востоке — муниципалитет Гуарда
- на юго-западе — муниципалитет Говейя
- на западе — муниципалитет Форнуш-де-Алгодреш

## История
Посёлок основан в 1185 году. Известным уроженцем этого места был лётчик Сакадура Кабрал. 

## Население
| Численность населения муниципалитета по годам | Численность населения муниципалитета по годам | Численность населения муниципалитета по годам | Численность населения муниципалитета по годам | Численность населения муниципалитета по годам | Численность населения муниципалитета по годам | Численность населения муниципалитета по годам | Численность населения муниципалитета по годам | Численность населения муниципалитета по годам |
| --------------------------------------------- | --------------------------------------------- | --------------------------------------------- | --------------------------------------------- | --------------------------------------------- | --------------------------------------------- | --------------------------------------------- | --------------------------------------------- | --------------------------------------------- |
| 1801                                          | 1849                                          | 1900                                          | 1930                                          | 1960                                          | 1981                                          | 1991                                          | 2001                                          | 2004                                          |
| 7755                                          | 8113                                          | 15 820                                        | 14 880                                        | 14 930                                        | 10 269                                        | 8875                                          | 8875                                          | 8752                                          |

## Состав муниципалитета
В муниципалитет входят следующие районы:
1. Асореш
2. Барасал
3. Кадафаш
4. Каррапишана
5. Казаш-ду-Соейру
6. Кортисо-да-Серра
7. Форну-Тельейру
8. Лажеоза-ду-Мондегу
9. Линьяриш
10. Масал-ду-Шан
11. Мешкитела
12. Миньокал
13. Прадуш
14. Рапа
15. Ратоейра
16. Салгейрайш
17. Санта-Мария
18. Сан-Педру
19. Вале-де-Азареш
20. Велоза
21. Виде-Энтре-Виньяш
22. Вила-Боа-ду-Мондегу